# Lenguas ometo
Las lenguas ometo o macro-ometo son una subdivisión de la rama omótica de las lenguas afroasiáticas. Técnicamente las diferentes variedades de ometa forman un continuo geolectal, que incluyen a la variedad de omótico más hablada el wolayta, con unos dos millones de hablantes.

## Clasificación interna
L. Bender (2000) clasifica estas lenguas de la siguiente manera:
- Meridional: Maale
- Basketo
- Central: Wolaytta (Ometo), Oyda (Oyta), Melo (Malo), Dorze–Gamo-Gofa-Dawro
- Oriental: Gats'ame (Kachama-Ganjule), Koorete (Koyra, Harro), Zayse-Zergulla

Hayward (2003) añade el basketo al ometo central y llama al grupo resultante ometo septentrional, un postura adoptada también por Blench (2006). Blench añade a la lista algunas variedades septentrionales de ometo e incluye al chara como lengua no adscripta a ninguna rama, pendiente de clasificación.
- Septentrional: Misketto (Basketto), Dokka, Doko-Dolo, Wolaitta (Welamo), Zala, Oyda, Malo, Dorze–Laha–Gamo–Gofa–Kullo-Konta–Dache, Ganjule, Gidicho, Kachama
- Oriental: Gatame (Haruro), Zayse (+Zergula), Koorite/Koyra (Badittu)
- Meridional: Maale
- ?: Ch'ara

Este autor añade el balta, un nombre regional para el wolaytta, como posible lengua separada.

## Comparación léxica
Los numerales para diferentes lenguas ometo son:
| GLOSA | Male    | Ometo central  | Ometo central | Ometo central | Ometo central | Ometo occidental | Ometo occidental | Ometo occidental | Basketto | PROTO- OMETO              |
| GLOSA | Male    | Dorze          | Gofa          | Oyda          | Wolayta       | Ganjule          | koorete          | Zargulla         | Basketto | PROTO- OMETO              |
| ----- | ------- | -------------- | ------------- | ------------- | ------------- | ---------------- | ---------------- | ---------------- | -------- | ------------------------- |
| 1     | pétːe   | ʔisːino~ istːa | ʔistá         | fétːó         | ʔisttá        | bízːó            | bɪdzːɔ           | bizːó            | pétːɑ́n   | *bitto / *ʔistta          |
| 2     | lamʔó   | nam(ʔ)á        | namʔːá        | lamʔí         | naːʔːá        | naḿːʔu           | lamʔɛ            | námʔa            | nɑ̀mʔí    | *lamʔo                    |
| 3     | haiʦó   | heːzá          | heːʣːá        | ɦaiʣːí        | heːzːá        | háizːí           | haʸʣɛ            | háidʦ            | hɑ̀izːí   | *haiʣo                    |
| 4     | ʔoidó   | ʔoidá          | ʔoidːá        | ʔoidːí        | ʔoidːá        | ʔóidːu           | ʔɔʸdːɛ           | ʔoídː            | òidːí    | *ʔoidːo                   |
| 5     | dónɡo   | ʔičáča         | ʔičːáʃa       | ʔícːin        | ʔičːáʃa       | ʔiʃičiči         | ʔɪčɪčɛ           | ʔišíčː           | ìʃʃín    | *ʔičáča/ *dongo           |
| 6     | láhːó   | ʔusúpun        | ʔusúpːuna     | ʔizípːun      | ʔusúpːuna     | ʔizːí(u)pu       | ʔɪzːuɸɛ          | ʔizíp            | lèhí     | *ʔusú-pun-*               |
| 7     | lánkayi | lápːun         | láːpːuna      | láːpːun       | láːpuna       | lápːu            | laːpɛ            | láːp             | tɑ̀bzɑ́    | *la-pun                   |
| 8     | sálːi   | hóspun         | hóspːuna      | ʔóspun        | hóspːuna      | lánkučːe         | hazːupːɛ         | lakːúče          | lɑ̀mɑ́kɑ́i  | *hos-pun-                 |
| 9     | tásuɓa  | ʔudúfun        | ʔudːúfuna     | ʔidːífun      | ʔudːúpuna     | tánsínde         | ʔɔdːupːɛ         | tansíne          | sɑ̀ːkɑ̀lí  | *ʔudu-pun- (<* oido+pun-) |
| 10    | táɓːó   | tám(ː)i        | támːa         | táɓːó         | támːa         | támːu            | tʰamːɛ           | támː             | tɑ́ɓːɑ́    | *taɓːo                    |